# Florian Hess
Florian Hess (* 10. November 1978 in Eberbach) ist ein deutscher Freestyle-Frisbee-Spieler und -funktionär, der für den SSC Karlsruhe antrat.

## Werdegang
Florian Hess wurde 2003 während seines Informatik-Studiums in Karlsruhe inspiriert durch Jochen Schleichers Dog Frisbee im Schlossgarten. 2006 gewann er den Europameistertitel in der Disziplin Coop gemeinsam mit Christian Lamred und Antonio Cusma Piccione. Zwischen den beiden Weltmeistertiteln war er von September 2016 bis März 2017 Weltranglistenerster.
Er war von 2007 bis 2019 Abteilungsleiter im Deutschen Frisbee-Sport-Verband (DFV) und vertrat dort die Interessen der Freestyle-Community. Im Januar 2011 gehörte er zu den 7 Gründungsmitgliedern des Freestyle Frisbee e. V. 2014 wurde von ihm ein Leitfaden zur Ausrichtung Deutscher Meisterschaften erstellt, in dem festgehalten wird, welches DFV-Freestyle-Komitee über die Vergabe und deren Rahmenbedingungen entscheidet.
Er ist verheiratet mit Judith Hess, ebenfalls eine Freestyle-Frisbee-Spielerin.